# مال‌سنان
مال‌سنان، روستایی است از توابع بخش امام حسن در شهرستان دیلم استان بوشهر ایران.

## جمعیت
این روستا در دهستان لیراوی جنوبی قرار دارد و بر اساس سرشماری سال ۱۳۸۵ جمعیت آن ۸۷نفر (۲۱خانوار) می‌باشد.